# Executive education
L'executive education (parfois abrégée « exed»), aussi appelée « formation des dirigeants » au Québec, est un type de formation continue à destination des managers et dirigeants. Elle constitue un secteur d'activité en forte croissance au niveau mondial.
En 2022, 2023 et 2024, HEC Paris Executive Education est classée 1ère mondiale par le Financial Times.